# Esholek Tsenpo
Esholek Tsenpo was de tiende tsenpo, ofwel koning van Tibet. Hij was een van de legendarische koningen en was de eerste van de zes aardse koningen met de naam Lek (50 v.Chr.-100 n.Chr). Voor hem regeerden de twee hemelse koningen met de naam Teng.